# بيت هيلل
بيت هيلل (بالعبرية: בֵּית הִלֵּל) هو موشب يقع في شمال إسرائيل، على الضفة الغربية لنهر الحاصباني، على بعد حوالي 5 كيلومترات من كريات شمونة، ويبلغ مساحته 3500 دونمًا. يقع تحت إدارة مجلس جبل الشيخ الإقليمي. في 2019، بلغ عدد سكانها 775 نسمة.

## التاريخ

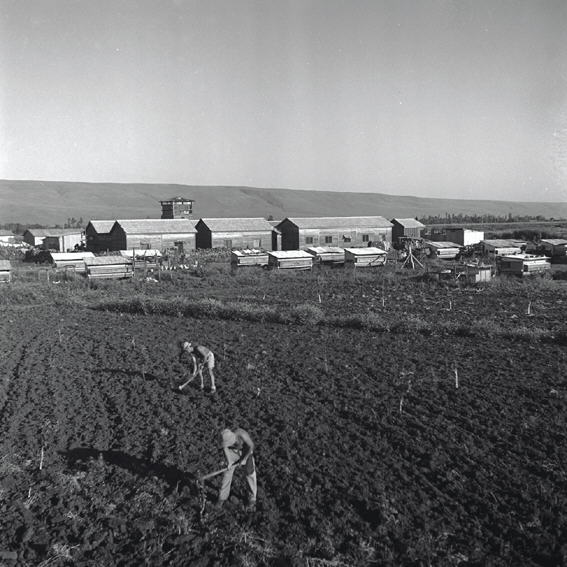
بيت هيلل 1944

تأسس الموشب في 1940 كأحد "حصون أوسيشكين"، التي سميت على اسم مناحيم أوسيشكين، من قبل مجموعة مختلطة من المهاجرين من أوروبا والسابرا، للعمال في مستوطنات السور والبرج في الجليل الأعلى. سمي الموشب على اسم هيلل يافه، وهو طبيب هاجر إلى فلسطين الانتدابية خلال عليا الثانية. خلال حرب 1948، هُجرت بيت هيلل مؤقتًا بسبب المعارك في المنطقة، وفي ذلك الوقت بلغ عدد سكان المستوطنة 98 نسمة على مساحة 1,085 دونمًا. استؤنف الاستيطان في 1950، حيث حصلت المستوطنة على أرض من قرية الزوق التحتاني الفلسطينية المهجرة؛ وكان السكان الجدد في الغالب من يهود أوروبا الناجين من الهولوكوست.
يعتمد سكان القرية اليوم في معيشتهم على الزراعة وتربية الماشية والسياحة.

## الجغرافيا
يقع بيت هيلل على ارتفاع 85 متراً فوق سطح البحر في أقصى شمال الجليل الأعلى في سهل الحولة على رأس نهر الأردن.
يقع الموشب على بعد حوالي 3 كيلومترات شرق كريات شمونة، وحوالي 147 كيلومترًا شمال شرق تل أبيب، وحوالي 72 كيلومترًا شمال شرق حيفا.